# アメリカ合衆国の歴史 (1918-1945)

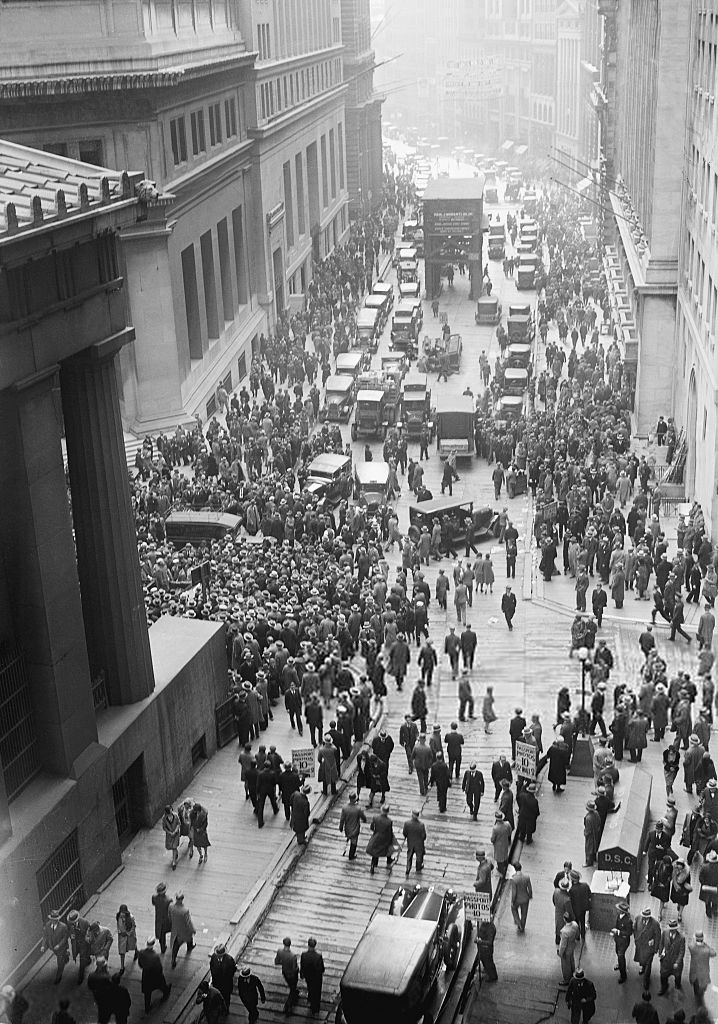
ウォール街大暴落

本稿では1918年から1945年に掛けてのアメリカ合衆国の歴史を扱う。この時代は世界的には第一次世界大戦が終わり、世界恐慌、第二次世界大戦へと続いた。

## 概説
第一次世界大戦後、アメリカ合衆国はドイツやその同盟国と、連合国とは別の平和条約を結んだ。世界的な海軍軍縮会議を主宰・成功させて世界を指導する存在となり、ドーズ・プランやヤング・プランを通じてドイツやヨーロッパを安定させた。
1920年代、アメリカ合衆国憲法の修正によって、アルコールの国内での製造、販売、輸入および輸出が禁じられた。
1920年代の大半を通じてアメリカ合衆国は持続する繁栄の時代を享受した。農業を除いて大半の産業分野が発展した。農業は、戦後に農生産物の高価格が弾けて低落し、土地価格が急上昇した煽りを受けて低調だった。工業製品の価格は安定し、国民総生産（GNP)は1918年から1945年の間に平均年率3.2％で成長した。
各国の武器を制限し平和を保つためのアメリカ合衆国の努力は1921年から1922年のワシントン会議で結実した。1924年の移民法では、1880年代から大挙してアメリカ合衆国に移民してきていた南部と東部ヨーロッパ、特にユダヤ人、イタリア人およびスラヴ人を制限することが目指された。
1929年のウォール街大暴落とその後の世界恐慌を受けて連邦政府は経済の再生と犠牲者の救済に乗り出した。しかし回復スピードは大変緩りだった。世界恐慌の底は1933年であり、そこからの回復は急速だったが、1938年の不況で頓挫した。1920年代には自動車、電気および建設の業界が強力で経済成長が促進されたが、1930年代はこれに代わるような大きな産業の分野は出てこなかった。国内総生産（GDP)は1940年になってやっと1929年のレベルに達した。
1939年までに、アメリカにおける孤立主義の考え方は衰えていったが、1940年にフランスが占領された後に、アメリカ合衆国は再武装を始め、イギリス、中華民国およびソビエト連邦に金と軍需物資を大量に送り始めた。真珠湾攻撃で大日本帝国に急襲された後、アメリカ合衆国は「枢軸国」と呼ばれた大日本帝国、イタリア王国およびナチス・ドイツに対して宣戦布告した。徹底的な破壊と人命の損失があった後で、イタリア王国が1943年に降伏し、ナチスドイツと大日本帝国は1945年に降伏したが、アメリカ合衆国は損失も少なく、より富める国として世界の舞台の表に出た。

## 赤の恐怖
「赤の恐怖」と呼ばれる現象は第一次世界大戦とその後の数年間でアメリカ合衆国国内に起こった。戦争への反対者や破壊分子が戦争遂行努力を妨害しようとしているという多くのアメリカ人の間にあった怒りや恐れによって、アメリカ社会に脅威となると疑われた者への抑圧と逮捕が始まった。アメリカ合衆国議会は1918年に治安維持法を成立させ、徴兵に対する抵抗を奨励することで戦争遂行を妨害することを違法とした。左翼過激派はロシアにおけるボルシェビキ革命によって意気が上がり、レーニンの世界社会主義の呼びかけに答えようとした。
アメリカ合衆国は1919年を通して混乱状態にあった。帰還した大量の兵士達が職を見付けられなかった。こういう事態をウッドロウ・ウィルソン政権は考えてもいなかった。戦後、赤の恐怖、主要産業（製鉄業、食肉加工業）における大きなストライキ、および暴力を伴う人種暴動という流れの中で破壊活動に対する恐怖がまた始まった。2月にはウォール街で過激派が爆弾を仕掛け、シアトルでは労働者がストライキを打った。1919年の年間で黒人と白人の人種にからむ暴力を伴う事件は20以上も起こった。シカゴ、オマハおよびイレーヌ（アーカンソー州）の人種暴動があった。
5月1日、オハイオ州クリーブランドにおけるメーデーのパレードで、社会党指導者ユージン・V・デブスの逮捕に抗議していた人々が暴動に走った（メーデー暴動）。幾つかの爆破事件や暗殺未遂が状況をさらに悪くした。司法長官A・ミッチェル・パーマーはパーマー襲撃と呼ばれるものを実行した、これはアメリカ市民ではない社会主義者、無政府主義者、過激労働組合主義者および移民を襲撃し逮捕したものだった。1920年までに1万人以上が逮捕され、これらの襲撃で捕まえられた外国人はヨーロッパに送還された。その中でも著名な者はアナキストのエマ・ゴールドマンだった。

## 第一次世界大戦の後始末
1919年に人気のあった「ティン・パン・アレー」（楽譜出版社の集まり）の歌は、第一次世界大戦から戻ってくるアメリカ軍兵士に関して、「パリを見た後では彼等をどうやって農場に縛り付けておけるだろう？」と問うていた。実際に彼等は農場に留まらず、若者の近くの町や小都市への大きな移動が起こった。移動した距離は平均してほんの10マイル (16 km) に過ぎなかった。人口10万人以上の都市に行った者は少なかった。しかし、農業はトラクターなど重機械の利用が広まって機械化され、州立の農業大学に雇用され連邦政府が財政を支援した郡の農業指導員を通じて優れた技術が普及された。
1919年、ウィルソン大統領は自分が設立の推進者になった国際連盟にアメリカ合衆国を加盟させるべく運動を進めたが、この問題に関する共和党の妥協案を拒否したために上院の3分の2以上の多数の賛成を得られなかった。夏から秋に掛けて、連盟加盟のために全国に渡る大変な遊説を行ったが、これが彼の健康を損なった。10月2日、ウィルソンはホワイトハウスで重い脳卒中のために倒れ、片目が失明し身体の一部が麻痺したままとなった。その後幾らかは快復したが元通りにはならなかった。連邦議会は連盟加盟を拒否しアメリカ人の一般的な孤立主義の考え方に影響を残した。
第一次世界大戦後にドイツは連合国に対する賠償金を支払えない恐れがあった。アメリカ合衆国が実質的に賠償金支払いを助けた。アメリカはドーズ・プランの下にドイツに金を貸し、イギリスやフランスに賠償金を支払わせて、それでイギリスやフランスがアメリカに対する戦時負債を支払うように仕向けた。1920年代、ヨーロッパとアメリカの経済は工業生産と繁栄で新しい高みに達した。
アメリカ合衆国の女性は長い参政権運動を経て全州および連邦政府の選挙での投票権を得るために、男性議員の多数から必要な賛成票を獲得できた。女性は1920年の大統領選挙と連邦議員選挙から参加した。政治家達は自らを律して、世界の軍縮、児童労働、母親の年金および特に禁酒法など女性に訴えることのできる問題に対応した。女性もこれらの問題に反応したが、投票結果を見ると男性と同様な見解を分かち合い、同じような投票行動を起こした。ローマ・カトリック教徒の女性は1920年代初期は投票を躊躇っていたが、カトリックが問題になった1928年の選挙では大量に有権者登録を行った。まだ選挙で選ばれる職に就く女性は少なかったが、この時代に特に著名になった女性はいなかった。全体として、女性の権利運動はスーザン・B・アンソニーのような傑出した活動家が死亡し、それに代わる者が現れなかったために1920年代は低調だった。

## 狂騒の20年代
1920年アメリカ合衆国大統領選挙で共和党のウォレン・ハーディングが当選し、共和党は8年ぶりに政権に返り咲いた。ハーディングは戦争とウィルソンの進歩主義の後で「常態への復帰」を公約していた。オハイオ州出身のハーディングは、その選挙題目が国際連盟の支持だった民主党のジェイムズ・コックスを容易に破った。
1920年から1921年の不況期間を除いて、アメリカ合衆国は戦争で破壊されたヨーロッパと比べて類の無い繁栄の時期を過ごした。終戦で農産物価格や労働者の賃金は下がったが、ラジオ、映画、自動車および化学品といった新しい産業と製品が興隆した。19世紀のペンシルベニア・オイルラッシュで始まり、テキサス州の石油ブーム、オクラホマ州、カリフォルニア州など他地域で頂点に達した油田発見の波に続いて、アメリカ合衆国は増加する工業化の進展に合わせ、石油生産で世界をリードする存在になった。
労働組合活動は、戦争の間に政府がストライキに対応できる状態ではなかったため寛容に扱われていたが、それも1919年に終わった。1920年代に最低賃金というものはなく、雇用主は絶対的に払わなければならないもの以上を出そうとはしなかったので、個人の収入の成長が止まった。アメリカの製造業はかつてないくらい効率を上げ生産的であり、消費財を造りすぎて需要を超えることが多かった。この10年間に多くの会社の合併吸収が起こり、100社ほどの会社が国内工業生産の半分を支配するようになった。農夫達は次第に生産物価格が低下する危機を感じるようになった。第一次世界大戦の間、政府が農業生産物価格を高く維持したので短期間の好景気に沸いたが、長くは続かなかった。第二次世界大戦までそのような統制価格はなく、アメリカの農業が好況を取り戻すことは無かった。この不公平感は地理的にもあった。田舎での生活水準は、劇的な家屋の改良や都市計画があった都市およびその郊外の水準に遅れを取るようになっていった。田舎から自動車の急速な普及によって距離の問題が減った近くの町や都市に人口が流出した。アフリカ系アメリカ人は差別を逃れ、またシェアクロッピング（小作農）の仕組みから離れるために集団で南部を離れた。彼等は北部の工業地帯で大きな地域社会を築いた。全ての被雇用者の稼ぎ（インフレ、失業および労働時間の短縮を計算に入れて）は1918年から1945年の間に2倍になった。1918年の稼ぎを100とすると、1923年に112、1929年に122、1933年に81（恐慌の間の最低点）、1940年に116、1945年に198と推移した。この好況は危険な程度まで信用貸しの拡大に反映された。証券市場の場合はこれまでにない高いものになった。1929年のウォール街大暴落の後に振り返ってみると、貸付限度額の水準が危険なくらい高くなっていたことは明らかだった。
黒人社会から拡がったジャズ音楽が社会全体に広まった。ダンスが人気のある気晴らし手段だった。

### 禁酒法

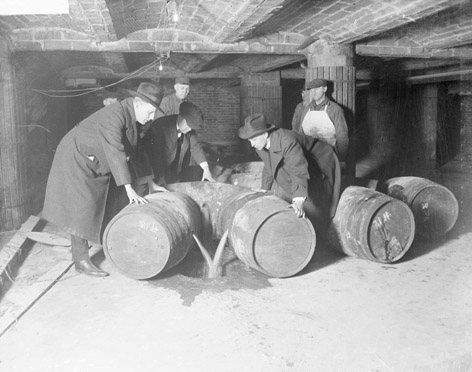
アルコールの樽を破壊する禁酒法執行官

1920年、アメリカ合衆国憲法修正第18条によってアルコールの製造、販売、輸入および輸出が禁止された。これはアルコール依存者の高い比率を下げ、特に酒場を地盤にした政治屋による政治腐敗を減らす試みだった。ボルステッド法によって連邦全体で強制された。大半の州は連邦政府のするがままに任せた。酒類を飲むことと所有することは違法ではなく、製造と販売だけが違法だった。
全国的な禁酒は1933年にアメリカ合衆国憲法修正第22条で第18条を撤回したときに終わった。ただし、幾つかの州ではそのまま暫くは継続された。禁酒法によって組織犯罪の程度が上がったためにこの法は失敗だったと考える歴史家が圧倒的に多い（全員ではない）。アメリカ合衆国憲法修正第18条は20世紀初期に各州の力が上がっていたことも示していた。

### クー・クラックス・クラン
クー・クラックス・クランとは3つの異なる時期（1860年代、1920年代および1960年代）の組織名であり、同じ名称と衣装を用いたが、直接前後の関係は無かった。1920年代のクー・クラックス・クランは特に禁酒法違反のような犯罪に対する糾弾を呼びかけた浄化運動であり、大都市、カトリックおよびユダヤ人の「影響力」を非難した。その会員数は400万人にも達したが、全国的に著名な会員はいなかった。どの日刊紙もこれを肯定せず、大半は積極的に反対した。会員は全国の白人、プロテスタント教徒、北部と南部、田園部と都会、どこにでもいた。
近年の歴史家達はクー・クラックス・クランのことを深く掘り下げてきた。1860年代と現在のクー・クラックス・クランは実際に暴力的である。しかし1920年代に恐ろしい殺人を行った集団については割り引いて考えている。幾つかの犯罪はおそらく深南部では行われたが、他の地域では極めて希だった。地方のクー・クラックス・クランは組織力が弱く、組織者が他所よりも多く金を作る手段として実行された（組織者は入会金として各人から10ドル、衣装代として50ドルまでの料金を請求した）。それでもクー・クラックス・クランの存在が有名になったので、1925年にはワシントンD.C.で大集会を開催するまでになった。その後間もなく、全国紙の見出しでインディアナ州におけるクー・クラックス・クラン指導者による強姦と殺人が報じられた。クー・クラックス・クランはその神秘性を急速に失い、また会員もほとんどいなくなった。

### スコープスの「猿」裁判
1925年のスコープス裁判はテネシー州の裁判所で弁護士のウィリアム・ジェニングス・ブライアンとクラレンス・ダロウを戦わせた。ダロウはアメリカ自由人権協会を代表する教師ジョン・T・スコープスを弁護した。この裁判は、テネシー州における如何なる州立の教育機関でも、「聖書で教えられる人類の創造神話を否定し、人類が下級動物の子孫であるという理論」を教えることを禁じた1925年3月13日成立の法を議論するものだった。この事件は法が進化論を教えることを禁じたと解釈されることが多い。スコープスは進化論を解説した州制定の生物学教科書を教えることで、反進化論法を破ったと考えられた
スコープスは進化論を教えたことで有罪とされたが、この判決は控訴審で覆された。この裁判は原理主義者教会や進化論の反対者にとって大きな挫折となった。

### 連邦政府

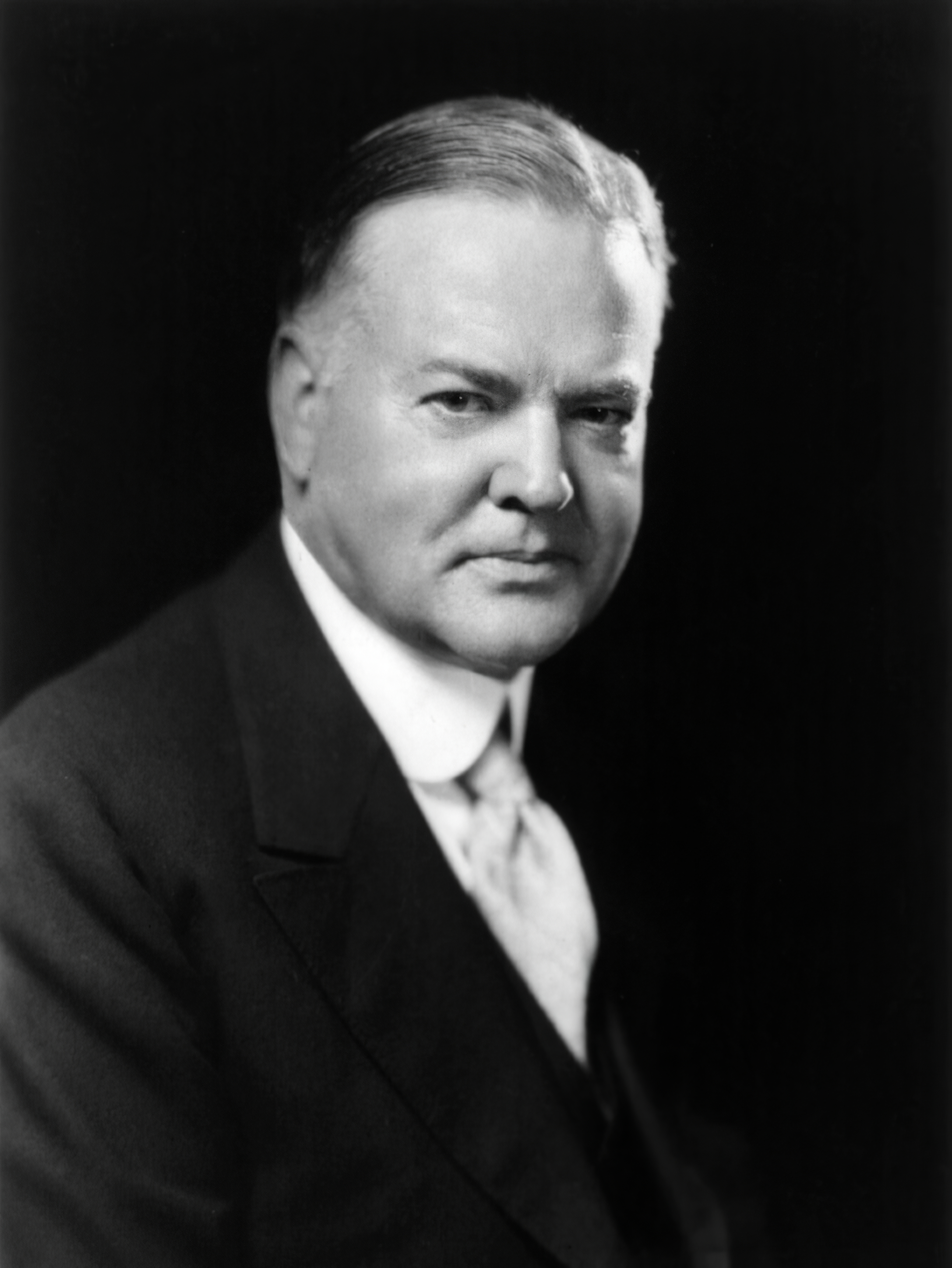
ハーバート・フーヴァー

回想の中での1920年代は規制のない泥棒男爵資本主義の最後の喘ぎと見られることがあるが、実際には連邦政府の役割が増した時期でもあった。禁酒法に加えて新しいアメリカ国道システムの予算化と監督のような新しい権限と任務を負った。連邦による通貨供給量の拡大は前例のない信用貸しの拡大に繋がり、好景気にもその後の恐慌にも貢献することになった。
ウォレン・ハーディング政権は、その閣僚を巻き込んだ有名な事件の連続であるティーポット・ドーム事件で暗礁に乗り上げた。大統領自身はこのスキャンダルについての心労で病気になり、アラスカを訪れていた1923年8月に心臓発作で死亡した。副大統領だったカルビン・クーリッジが後継大統領になった。
クーリッジはその前任者と特に異なる個性を発揮できる者ではなかった。陰気で、清教徒的で、真正直なクーリッジの政権は、ハーディングに付きものだった飲酒、賭け事および女たらしとははっきりとした対照があった。1924年の大統領選挙では「クーリッジと共にクールでいよう」というスローガンで容易に勝利した。ハーディングもクーリッジも、セオドア・ルーズベルトやウィルソンの行動主義とは対照的に19世紀の大統領によくあった不干渉への逆戻りだった。大統領の任期中も夏はずっと休暇を過ごしたクーリッジは、「アメリカ人のビジネスはビジネス（忙しいこと）である。」という有名なセリフを吐いた。
1928年の大統領選挙でクーリッジが再出馬を拒むと、共和党は技師で商務長官のハーバート・フーヴァーを指名し、フーヴァーは、カトリック教徒として初の大統領候補になった民主党のアル・スミスを大差で破った。フーヴァーは「今日のアメリカにあって我々は、如何なる国の歴史にも無かった貧窮への最終的勝利に近付いている」と語った。しかし、その当選から数ヶ月も経たないうちに株式市場が崩壊し、国の経済は下降線を辿り、世界恐慌と呼ばれるものに繋がっていった。
市場崩壊後、フーヴァーは連邦予算の均衡を保つ一方で税金を下げ公共事業を拡大すると宣言した。しかし、関税を上げるスムート・ホーリー関税法、後には全般にわたる税金や料金を上げる1932年歳入法に署名した。これらの法が不況を深刻化させ、最大の政治的失敗をやった者としてフーヴァーを非難するものが多い。さらに連邦準備制度が（根拠のないインフレの恐れのため）通貨流通量を引き締めたことは、当時の金融情勢から考えて現代の経済学者の大半が誤りと見なすものでもある。

## 世界恐慌
1929年、世界で最も繁栄していた国はアメリカ合衆国だった。しかしアメリカ合衆国における上昇傾向の楽観論や他の工業先進国でも明らかに良好な経済であったにも拘わらず、世界経済はアメリカ合衆国に端を発した不況に耐えられず、ほんの数ヶ月の内に不況が世界中に広まった。

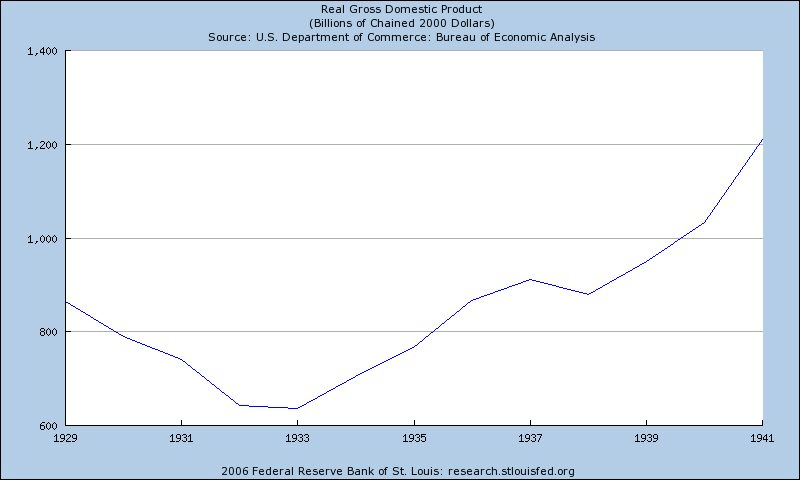
アメリカ合衆国GDPの推移、1929年1月-1941年1月

歴史家や経済学者は今でも世界恐慌の原因について意見が一致していないが、それが1929年後半にアメリカ合衆国で始まり、1929年10月24日の株式市場崩壊である暗黒の木曜日で始まったか悪化したということについては一致している。アメリカ合衆国経済の各分野は10月よりも数ヶ月前から疲労困憊の兆候を見せていた。あらゆる種類の事業棚卸資産は1年前の3倍にもなっており（消費者が以前ほど急速に物を買わなくなっていた兆候）、その他の健全経済指標である出荷量、工業生産量、卸売り物価が下降線を辿っていた。
アメリカ合衆国で起こった出来事が世界的な不況の引き金を引き、デフレと大量の失業に繋がった。失業率は1929年の3.3％から1933年の24.9％にまで上昇し、工業生産高は3分の1だけ減少した。地方の救済策では焼け石に水だった。多くの失業者はその家族を養えなくなって逃亡した（多くはホームレスの町フーバービルに行った）ので、その家族が受けたなけなしの救済物資がさらに必要になった。多くの者にとって次の食料はあったとしてもスープ・キッチン（給食施設）でだった。
当時の悲惨な状況に加えて、グレートプレーンズを旱魃が襲った。数十年間におよぶ農業の悪弊のために土壌の表層が浸食され、気象条件とも組み合わされ（1930年代のアメリカ合衆国は20世紀の中でも全体的に暖かい10年間だった）、生態学的惨事を呼んだ。乾燥した土壌は風で巻き上げられ、巨大なダストストームとなって吹き荒れ、町全体を砂で覆い尽くし、この現象が数年間続いた。ダストボウルの中で家や家畜を失った者達は、カリフォルニア州のような西部州におけるアグリビジネス（農業を企業化したもの）からの宣伝に乗って西方に引き寄せられた。この移民はオーキーズ（オクラホマ州出身者）とかアーキーズ（アーカンソー州出身者）など軽蔑的な名前で呼ばれるようになり、農業での労働供給力として溢れ、賃金を下げ、悲惨な労働者同士が争うようになった。彼等はメキシコ人労働者とも争うようになり、メキシコ人は大挙して母国に送還された。
南部では脆かった経済がさらに崩壊した。これから逃れるために田園部労働者やシェアクロッパーがデトロイト周辺の自動車工場で働けることを期待して列車で北部に向かった。五大湖地域では第一次世界大戦終戦後から農夫達がその作物や商品について沈み込んだ市場状態を経験してきていた。1920年代に「良き時代になるまで切り抜ける」ための金を得るためにその資産を抵当に入れていた多くの家族農場が、借金の支払いを出来なくなったときに担保権強制執行を強いられた。
世界的には危機感を抱いた各国政府が、高関税、輸入割当およびバーター取引など制限を設けた自主政策を採用して経済の回復を図り、それぞれの内国経済にも新しい計画の実験を始めた。イギリスは国家の計画経済の開発で遠大な手段を採用した。ナチス・ドイツは再武装、徴兵制度および公共事業で経済回復を追求した。ベニート・ムッソリーニのイタリアでは、その協同体国家の経済統制が締め付けられた。世界中でこれらを注視する者達は、ソビエト連邦の大規模計画経済と国有化路線の中に、不況に強い経済と資本主義における危機に対する解決策となるものを見ていた。

### ニューディール政策

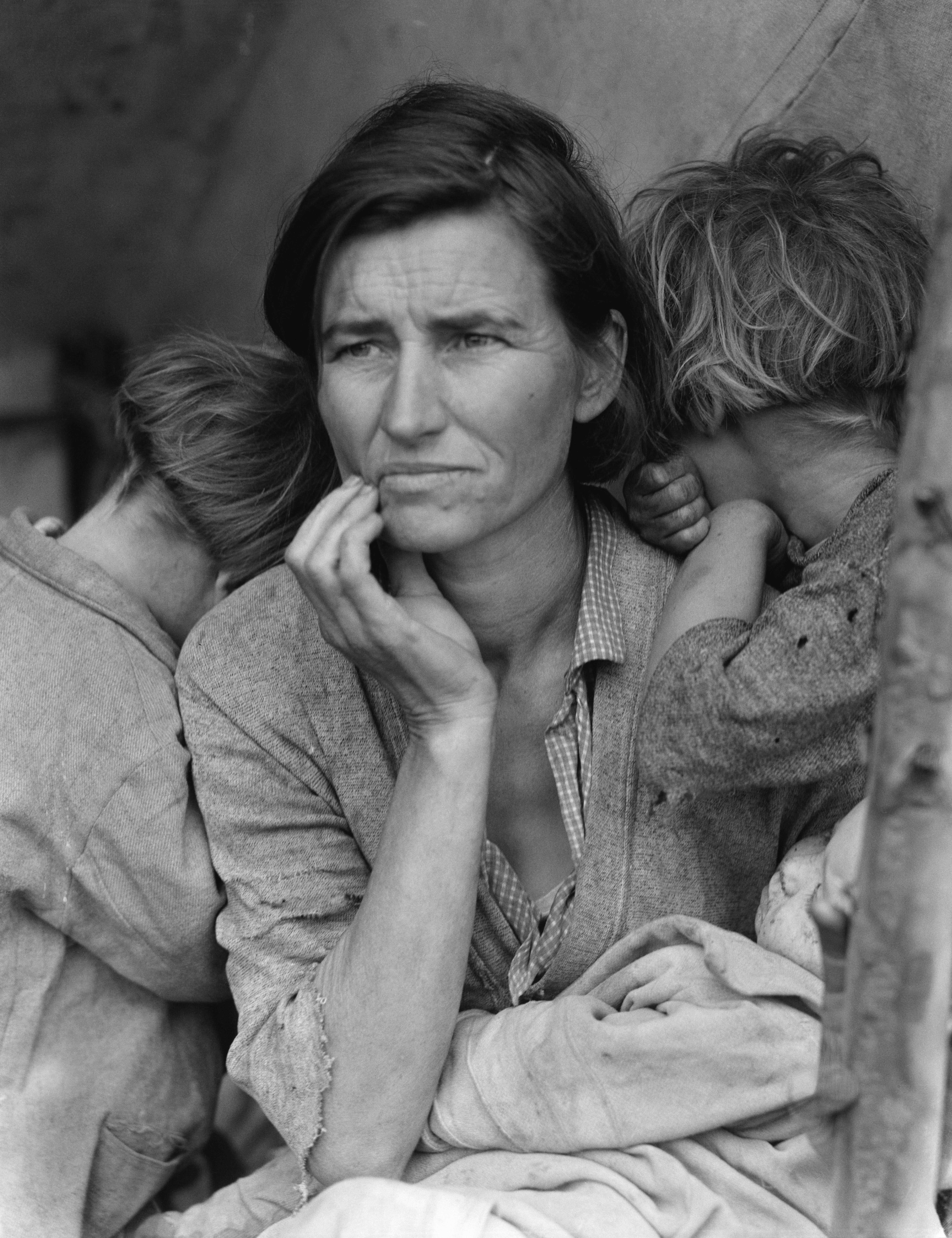
報道写真家ドロシア・ラングのMigrant Mother、カリフォルニア州における極貧の落ち穂拾い者を写している。32歳の母を取り囲んで7人の子供達がいる、カリフォルニア州ニポモにて、1936年3月

アメリカ合衆国では1932年の大統領選挙で民主党の指名を得たフランクリン・ルーズベルトが「アメリカ人のための新政策（a new deal）」を約束し、この言葉がその政権や多くの国内成果の名札として残ることになった。恐慌と、少なくともそれに対する適切な対応が取れなかった責任を問われた共和党は大統領選挙で大敗した。
しかし、1930年代の世界の指導者達の多くとは異なり、ルーズベルトは不況克服のために単一のイデオロギーや計画を持ってその職に就いたのではなかった。「ニューディール政策」は矛盾を孕み、実際的であり、実験的だった。しかしニューディール政策の思想が支離滅裂であると考えることは、アメリカの政治的伝統に前例の無い計画や概念に基づいた幾つかの競合するものがあるということだった。
ニューディール政策は世界恐慌を終わらせ、アメリカ経済を改革するために多くの異なる施策によって構成されていた。それらの多くは失敗したが、現代のアメリカ国家を創り上げる上で20世紀の最も重要な話題としての位置付けを獲得するには十分な成功を収めた。
絶望的な経済状況に、1932年の連邦議会選挙で民主党がかなりの勝利を収めたことが組み合わされ、ルーズベルトはその政権の「最初の100日間」で議会に対する異常な影響力を与えた。その影響力を活かして福祉計画を創出する一連の手段と、銀行制度、株式市場、工業と農業を規制する法律を急速に成立させることに成功した。

### "バンク・ホリデー"と緊急銀行救済法

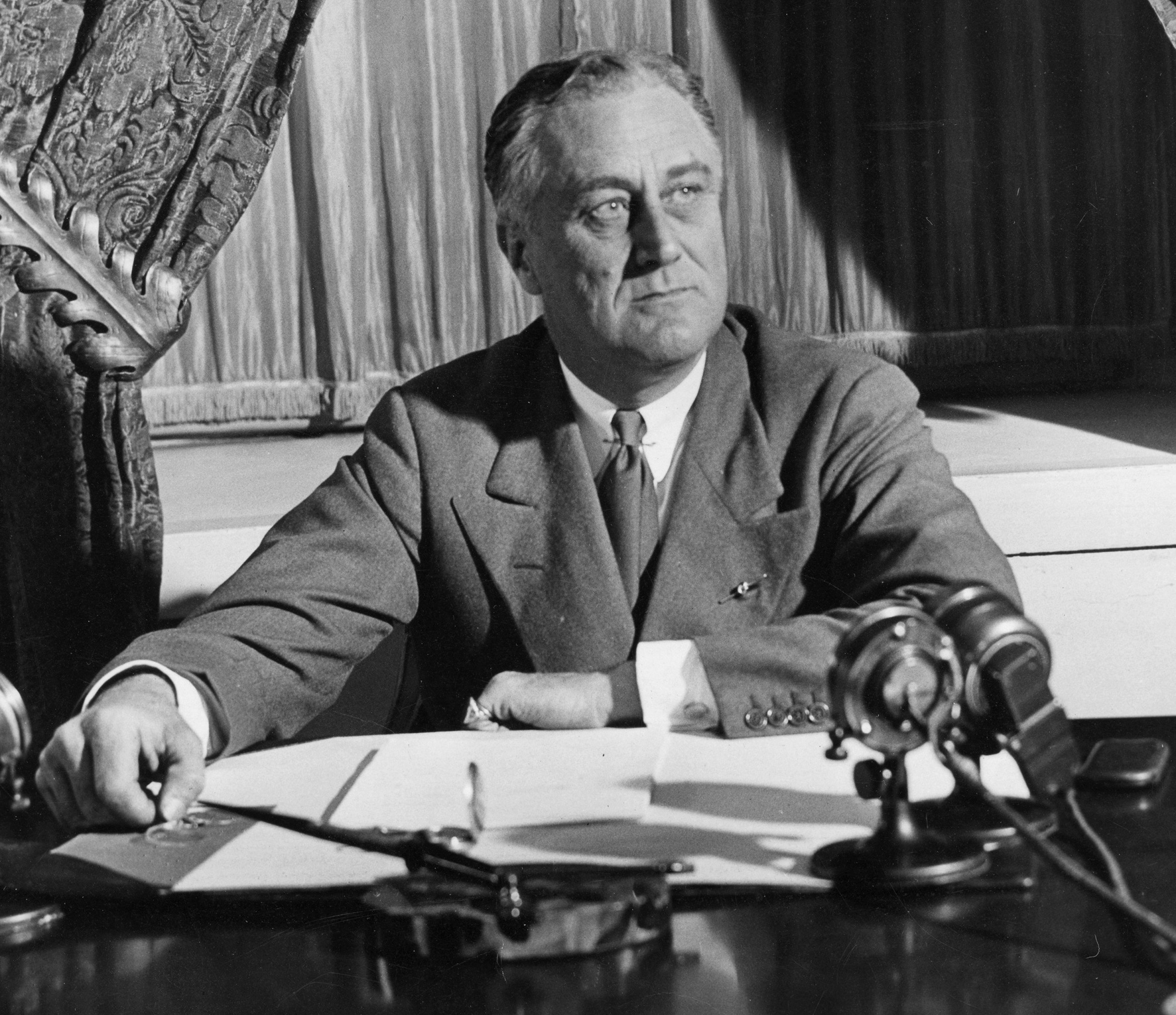
ルーズベルトの威勢の良い大衆向け個性は、「我々が恐れなければならない唯一のものは恐れそのものである」という声明や、ラジオで放送された「炉辺談話」を通じて発信され、国民の自信を取り戻させるために大いに力があった。

ルーズベルトが大統領に就任してから2日後の1933年3月6日、連邦議会特別会期が招集されるまでの4日間はアメリカの全ての銀行を閉鎖すると発表した。通常ならばこのような行動は広い範囲に恐慌を来させるものだった。しかし、この行動は国全体に安心感をもたらした。第一に多くの州は3月6日以前に既に銀行を閉鎖させていた。第二にルーズベルトは抜け目なくまた婉曲的にこれを「バンク・ホリデー」と表現した。第三にこの行動で連邦政府は銀行破綻に繋がるパターンを止めさせる行動に移ったことを示していた。
その3日後にルーズベルト大統領は議会に緊急銀行救済法を提案した。これは元来保守的な法であり、大部分はフーヴァー政権から引き継いだ者達によって起草され、大銀行がより小さな銀行の破綻で引き摺られることを防止することを主眼にしていた。この法でアメリカ合衆国財務省が全ての銀行を再開させる前に監査を行うこと、不安定な大銀行を連邦政府が支援すること、および危機的状況にあった銀行を再編することを可能にした。混乱しており驚愕していた連邦議会は、提案から4時間でこの法案を成立させた。連邦準備制度に入る銀行の4分の3はその後3日以内に営業再開し、保管されていた10億ドルの通貨と金が1ヶ月以内に市場に流通し始めた。差し当たりの銀行危機は去った。グラス・スティーガル法は世界恐慌が再度起こらないようにする様々な規定を設けた。これには銀行を投資銀行と貯蓄貸付銀行に分離すること、頭金無しで株式を購入することを禁止することが含まれていた。ルーズベルトはアメリカ合衆国の通貨を金本位制から離脱させもした。それは通貨供給量を抑えデフレを生むと広く非難される対象だった。ただし、銀本位制は1971年まで残った。金塊とその保証書を私有することが禁じられ、これは1975年まで続いた。

### 経済法
緊急時銀行法を通過させた翌朝、ルーズベルトは議会に経済法を提案した。この法案は大衆さらには実業界に連邦政府が急進派に握られてはいないことを確信させるように考案されていた。この法では連邦政府公務員の給与をカットし、退役兵恩給を最大15％減額することで連邦予算をバランスさせることを提案していた。
さらにはアメリカ合衆国が10億ドルの赤字に直面していることを警告した。この法はルーズベルトが常に主張していたことをはっきりと示していた。すなわちルーズベルトは前任者と同じくらい財政に関して心中では保守的であるということだった。この法案には議会革新派から熱烈な反対があったものの、銀行法と同様にほとんど即座に議会を通過した。

### 農業計画
新政権の祝福された100日間では、助成金と生産量統制によって市場の不安定さから農業従事者を守る計画も生み出した。この農業調整法は5月に成立した。この法では様々な農業組織指導者やルーズベルト政権の農務長官ヘンリー・A・ウォレスの願望を反映していた。
農夫の収入は何十年間も相対的に下がり続けていた。農業調整法は長い間要求され続けていた農民救済のための多くの計画を再構成したものだった。最も重要な規定は生産調整、あるいは「国内割り当て」の規定であり、農生産物の価格を上げることを意図したものだった。価格を安定した水準で維持するために、農夫達は作物を生産しないように仕向けられた。
デフレを抑えるための国内割り付け制度で最も議論を呼んだのは、生産過剰を抑えるため既にある大量の作物や家畜を破壊させたことだった。多くの家族が栄養不良や飢えに苦しんでいた当時にこれは難しい選択だった。しかし、農家の総収入はニューディールの3年間で5割増しとなり、直近20年間では初めて農家の相対的位置付けが改善された。当時の多くの家族はそれを恩恵と感じ、農家の収入増は栄養不良や死に対しても引き合うものと考えた。ルーズベルトはこの割り付け制度が無ければ、農業製品価格の低下で世界恐慌がさらに悪化すると考えた。このことはそれから何十年も後に真実であることが証明された。グリーン・レボリューション（緑の革命）時に農生産物価格が急落したために悲惨な結末になった。

### 'アルファベット・スープ'
ルーズベルトは「アルファベット・スープ」と呼ばれる連邦政府の新しい統制部門を創設した。例えば証券取引委員会（SEC)は株式市場を監視し、預金保険制度を含む銀行制度を改革させた。
世界恐慌の悲惨さを軽減するために最も成功した手段は1,500万人と言われたアメリカの失業者を救済する一連の手段だった。その中には民間資源保存局 (CCC)、公共事業監督局 (CWA)および連邦緊急救済局 (FERA)があった。
初期のニューディール政策にはテネシー川流域開発公社 (TVA)の創設もあった。これは治水、公権力および地域での開発計画として前例のない実験だった。

### 全国産業復興法
ルーズベルトはこれら当初の施策が問題に適切には対処できないと分かったとき、さらに包括的な管理計画を始めさせた。「暗黒の木曜日」から「最初の100日間」までのおよそ3年間で、工業経済はデフレに見舞われてきた。過当競争を避けることを願った事業主の多くは価格を上げるために連邦政府が関連団体に協定を結ばせることを要求した。
ルーズベルト政権は失業者をさらに減らせと言う圧力が増す中で、事業者は製品価格と共に労働者の収入も上げることを保証するよう主張した。その結果が6月に議会を通過した全国産業復興法 (NIRA)だった。この法を執行するために、全国復興庁 (NRA)と公共事業促進局 (WPA)という2つの部局が創設された。
これら初期の施策はルーズベルト政権に対する幅広い大衆の支持を生み、財政制度の急速な崩壊を止めた。しかし、これらの施策で世界恐慌やそれに付随する民衆の苦しみを止めたわけでも、著しく緩和したわけでもなかった。

### 労働争議

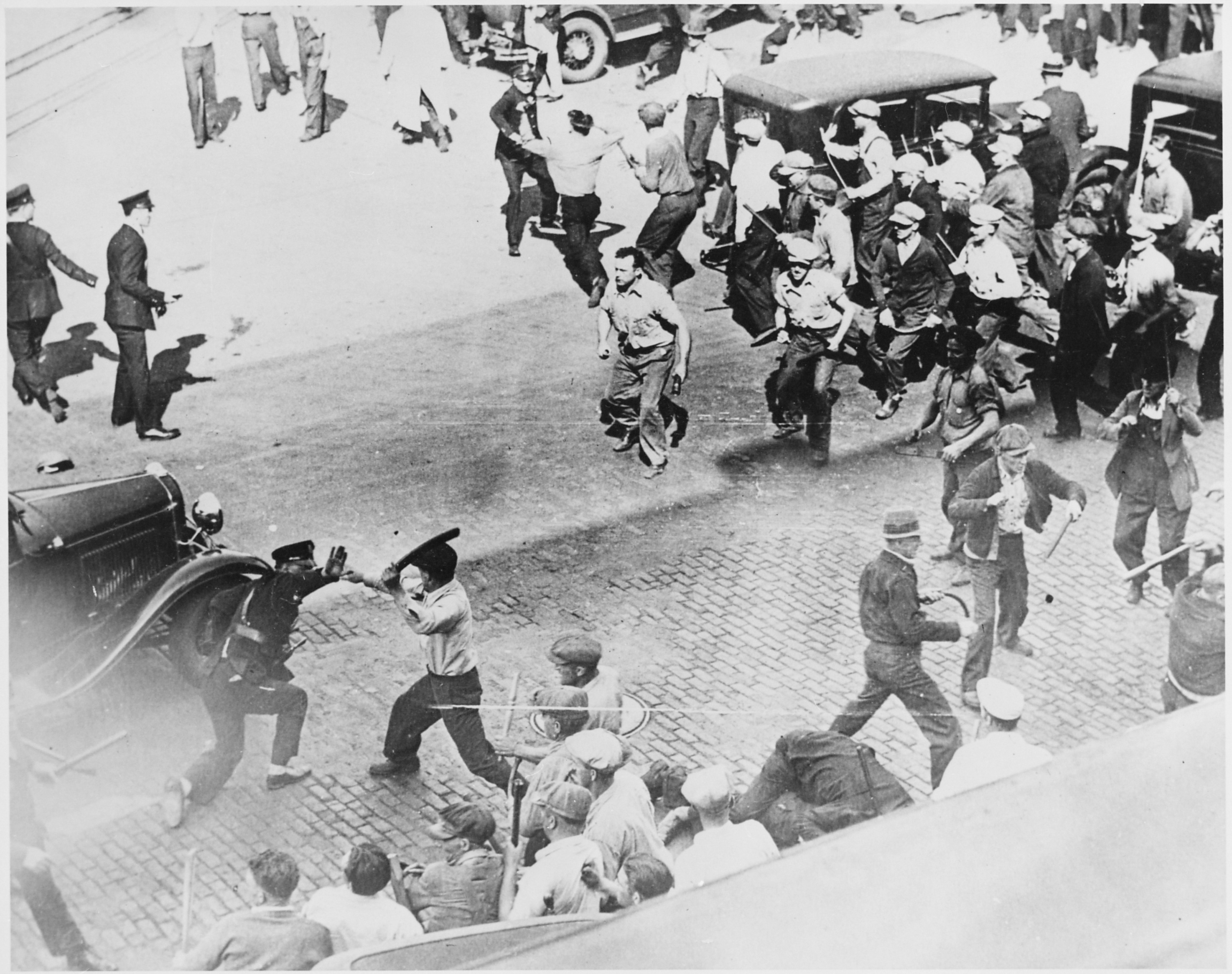
ミネアポリスにおける労働者と警官の戦い、1934年6月

ルーズベルトの最初の任期中に大量の労働争議が起こった。1934年だけでも、サンフランシスコ全市を4日間のゼネストに追い込んだ1934年西海岸ウォーターフロント・ストライキ、トラック運転手などの組合がストを打ち、州知事が戒厳令を宣告するまでになった1934年ミネアポリス運転手ストライキ、東海岸の繊維労働者数十万人がストを打った1934年繊維労働者ストライキなど、多くのストがあった。
世界産業労働組合や共産主義者はもはや労働運動で力を持って居らず、職種別労働組合で組織を作り、労働者と資本家の協業を訴えたアメリカ労働総同盟が1930年代まで労働運動を支配した。1935年、アメリカ労働総同盟の中の8組合が産業別労働組合会議を組織し、産別労働組合主義を促進した。産業別労働組合は1936年にアメリカ労働総同盟によって排除され、1938年にはアメリカ労働総同盟に対抗する組織を結成した。産業別労働組合会議は、鉄鋼労働者組織委員会に1937年にUSスチールとの協定を結ばせ、フリント・シッダウン・ストライキでは勝利し、ゼネラルモーターズにはその労働者の集合的交渉団体として全米自動車労働組合を認知させることに成功した。ゼネラルモーターズで成功した自動車労働者組合はその鉾先をクライスラーに向け、これも直ぐに合意に達した。自動車ビッグスリーの最後の1社フォード・モーターの場合、ヘンリー・フォードが絶対的に労働組合に反対していたので、この殻を破るのは至難だと分かった。フォードの安全保障部隊が1937年5月にそのリバールージュ工場から自動車労働者組合のオーガナイザー数人を叩き出した。フォードはその態度を変えようとしなかったが、1941年の山猫ストが発生して初めて組合に折れてその存在を認めることになった。

### 1937年の不況と回復
経済は1932年から1933年の冬を底として回復を始め1937年までは回復基調を続けた。学者の間ではニューディール政策が不況を長続きさせず深刻化もさせなかったことで合意している。歴史家の5％と経済学者の27％だけが世界恐慌を長引かせ深刻化させたと考えている。一方ニューディール政策は別のときならば私企業が行っていたようなプロジェクトも取り上げた可能性がある。
ニューディールとルーズベルトの指導力はその2期目に、1937年不況という新しい経済的挫折を味わって攻撃された。1937年秋に急激な経済指標の低下が起こり、1938年の年間を通じて続いた。保守派はそれが大規模ストライキによる労働組合から事業家への攻撃によって生じたのであり、ニューディール政策がさらなる投資を控えさせたからだと主張した。ケインズ学派経済学者は連邦支出を減らすことで連邦予算を均衡させようとしたルーズベルトの早すぎる施策の結果だと主張した。ルーズベルト政権は大企業の独占権力を悪役に仕立て上げて言葉による運動を始めることで応じた。合衆国最高裁判所はニューディール政策の多くが違憲だと裁定することでこれを牽制し始めたが、ルーズベルトはその悪名高い「コート・パッキン」で判事達をより同調的な者に交代させた。これにも拘わらず、ニューディール政策は次第に縮小され、1939年までにその注意は外交政策に向けられるようになった。
1937年不況に対するルーズベルト政権の別の反応はより分かりやすい結果になった。ルーズベルトはその内閣の財務省を無視して不況に対する対抗手段を打ち出し、連邦予算を均衡させるという考えは棄てず、1938年春には50億ドルを使って大衆購買力を上げ、デフレを攻撃する施策を始めた。ルーズベルトは「炉辺談話」の中でその計画を説明し、「国民の購買力を上げること」で「経済を上向かせること」が政府の責任であると認めた。

### 第二次世界大戦と世界恐慌の終焉
第二次世界大戦に参戦し、アメリカ合衆国の歴史上最大の増加率となった軍事歳出の増大
により、国内経済は恐慌から完全に回復した。名目GDPは1939年の92.2Billions of dallorsから1945年の223.0Billions of dallorsに増大し、実質GDP（2005年の通貨価値に換算）は1939年の1,071.9Billions of dallorsから1944年の2033.5Billions of dallorsに増大した。失業率は1940年の14.6％から1943年の1.9％まで減少し、労働力としては1,000万人が増えた。
戦争経済は政府が資金供給を行った結果として自由市場企業の勝利ではなかった。ニューディール政策が行われていた間、失業率は高いままであり、経済成長の柱である消費、投資および貿易収支は低いままだった。ニューディール政策がアメリカの社会と経済の中で力の分布を実質的に変えたわけではなかった。国民の間の富の配分についても小さな影響を与えただけだった。

### ニューディール政策の遺産
ニューディール政策は不況を終わらせなかったが、株式市場、銀行制度などで連邦政府の規制機能を増やした。民主党がニューディール政策終了後一世代以上も国政の場で多数党を維持する新しい政治的連衡を作り出しもした。

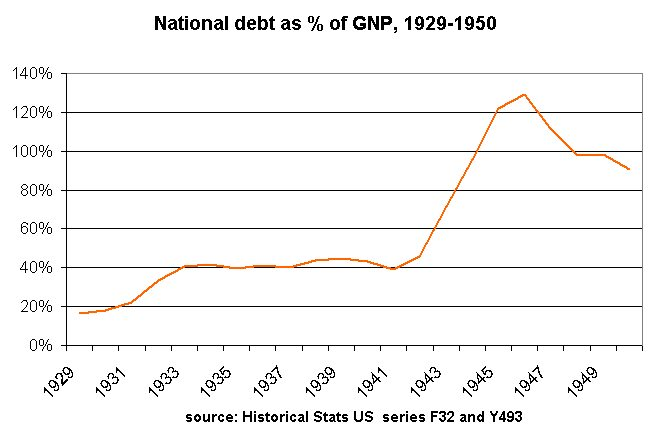
GNPに占める国債の比率、フーヴァー政権で20%から40%に上昇し、ルーズベルト政権で横ばい、第二次世界大戦時に急騰した。Historical States US (1976)

戦後期の基盤を築くためにルーズベルトとニューディール政策は連邦政府の力を全体的に強めることに貢献した。ルーズベルトはまた連邦政府内の傑出した権力中心として大統領の権威を確立した。不況に苦しんでいた労働者や農民など国民の様々な集団に数々の保護策を創設することで、法人の権力に対抗できる力を与え、後の世代にニューディール改革主義と呼ばれる一組の政治概念を作り出し、その後長い間考え方の根本となり、1960年代の「偉大な社会」という次の社会改革実験を形作ることに貢献した。
一方で、ルーズベルト政権とその改革主義は、様々な保守的反応の根源でもあった。アメリカ合衆国上院議員ロバート・A・タフトと保守合同に率いられた連邦議会は1936年以降のほとんど全てのニューディール政策成立を妨害し、1943年までに労働促進監督署や資源保存市民部隊など多くの計画を停止させた。最終的には1970年代と1980年代で、二大政党提携によりニューディールの規制と計画の大半を終わらせた。21世紀にもなって残っている最も重要なものは社会保障制度と証券監視委員会である。

## 第二次世界大戦
アメリカ合衆国における外国の戦争に関する孤立主義は退潮したが、当初は参戦することを拒み、イギリス、中国およびソビエト連邦に武器貸与法を通じて物資や武器を供給することに限定していた。これが日本による真珠湾の急襲で劇的に変化した。アメリカは日本、イタリアおよびナチス・ドイツに対する戦争に熱狂的に突入した。1943年にイタリアが降伏し、1945年にドイツと日本が降伏した。大量の工業生産に賃金と価格の統制が伴ったことで、経済規模は2倍にも3倍にもなった。1.600万人が出征し（大半は徴兵だった）、30万人の女性の従軍志願者もいた。アメリカ海軍は何度か日本軍に敗れた後、1942年のミッドウェー海戦で戦局を一変させ、厳然と日本の軍事力の全的破壊に向かった。1942年に北アフリカ、1943年にイタリアに小規模な侵略を行った後、ドイツ空軍を破壊する戦略爆撃作戦を展開し、その後の1944年に大規模なフランス侵攻を行った。1945年5月にはアメリカ軍が東からドイツに侵攻したソ連軍と落ち合った。アメリカ合衆国は全国が巨大な戦争マシーンになり、アメリカ合衆国がそれまで戦った紛争を遙かに超える程度まで社会を変えた。
ルーズベルトはそれまで誰も挑戦しなかった3選および4選の大統領選挙でも接戦を演じて当選したが、その健康を害し、1945年4月12日に脳出血で死亡した。ハリー・S・トルーマンがルーズベルトの戦時政策の大半を継承したが、その内閣は替えた。1945年8月6日、アメリカは日本の広島に原子爆弾を落とし、続いて8月9日には長崎に落とした。日本は数日後に降伏し、ダグラス・マッカーサー指揮するアメリカ軍が日本を占領した。マッカーサーによる5年間にわたる占領統治は日本の政府、社会および経済をアメリカ寄りに変えた。
大戦中のアメリカ国内は比較的平和であり、ロサンゼルスでのズート・スーツ暴動やデトロイトでの人種暴動など大都市での人種問題があった程度だった。ドイツ人やイタリア人は検挙され拘束された。西海岸にいた約10万人の日系市民とその子供達は連邦政府によって日本人収容所に拘束された。食料や消費財の不足によって生活が困難になり、1944年までに不自由な物資を求めて闇市が広く存在した。
1945年10月24日に国際連合が設立され、それ以上世界的な戦争が起こらないようにする世界的な組織として機能した。1945年12月4日、アメリカ合衆国上院は賛成65票反対7票で、アメリカ合衆国の国際連合加盟を承認した。このことはアメリカ合衆国の伝統であった地域的な戦略を重んじることから、より国際的な関与を重んじる方向に転換させた。